# Meizodon regularis
Meizodon regularis är en ormart som beskrevs av Fischer 1856. Meizodon regularis ingår i släktet Meizodon och familjen snokar. Inga underarter finns listade i Catalogue of Life.
Arten förekommer i Afrika från Liberia och Guinea till Etiopien och Kenya. Honor lägger inga ägg utan föder levande ungar.